# Flagy, Saône-et-Loire
Flagy este o comună în departamentul Saône-et-Loire, Franța. În 2009 avea o populație de 183 de locuitori.

## Evoluția populației
| An        | 1975 | 1982 | 1990 | 1999 | 2006 | 2009 |
| --------- | ---- | ---- | ---- | ---- | ---- | ---- |
| Populație | 125  | 117  | 126  | 139  | 164  | 183  |